# Klothoviridae

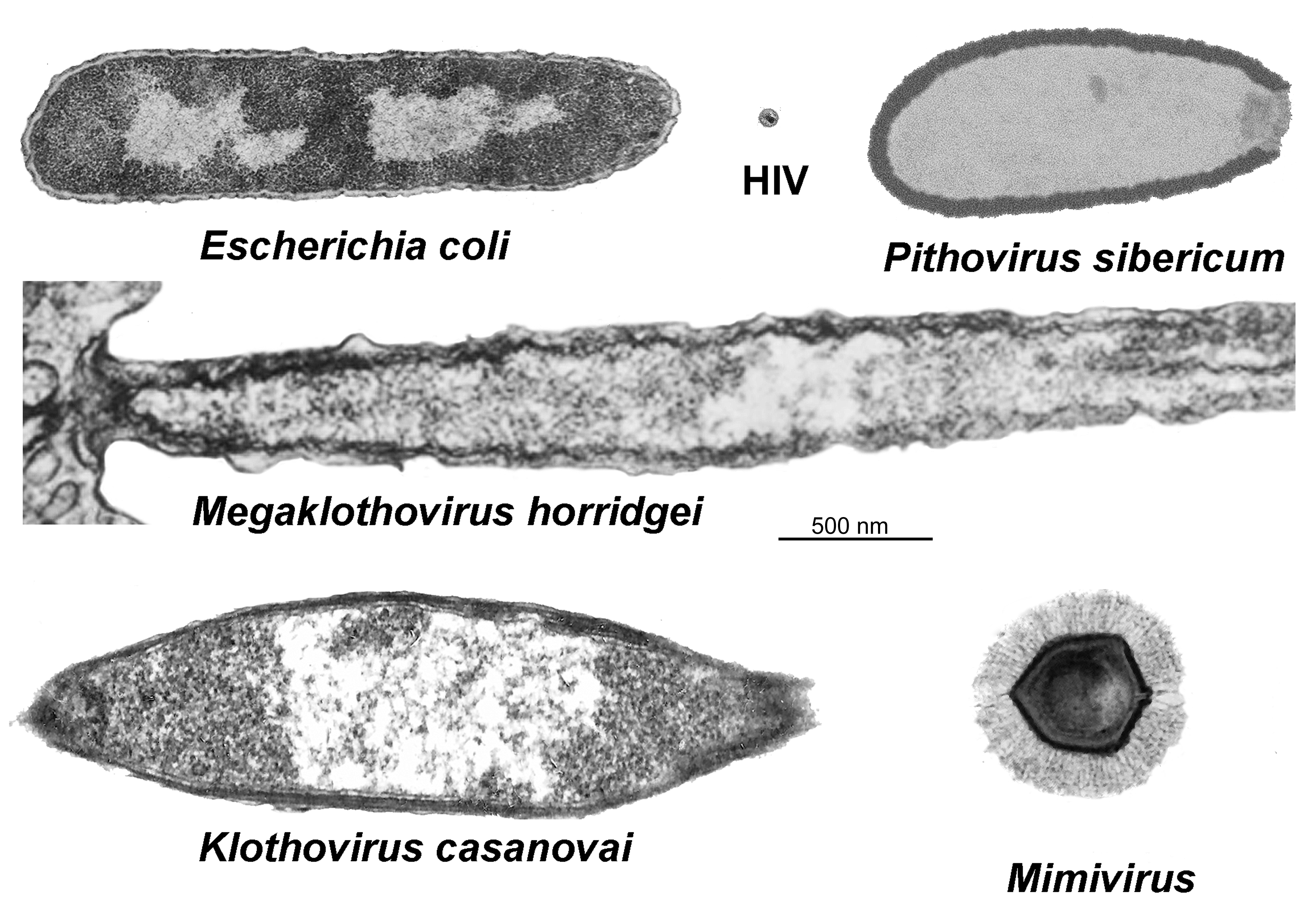
Megaklothovirus horridgei et Klothovirus casanovai, comparés à la bactérie Escherichia coli, au virus de l'immunodéficience humaine VIH-1 (un virus de taille ordinaire), à Pithovirus sibericum (le record précédent, de 2017) et à un Mimivirus (un virus géant de taille plus commune).

Klothoviridae est une famille de virus géants. On n'en connaît que deux espèces, Klothovirus casanovai (l'espèce type) et Megaklothovirus horridgei, qui infectent les cellules épithéliales de deux espèces différentes de chaetognathes. Ce sont respectivement le 2e et le 1er virus les plus grands connus en 2025.
 Κλωθώ /  Klotho est le nom de la Moire qui, dans la mythologie grecque, tisse le fil de la vie (son attribut est un fuseau, dont les virus connus de la famille des Klothoviridae ont la forme). Le suffixe -viridae est celui qu'on utilise régulièrement pour construire le nom des familles de virus.

## Découverte
Klothovirus casanovai et Megaklothovirus horridgei ont été identifiés en 2019 en réanalysant des études antérieures où les particules virales avaient été observées mais interprétées différemment :
- plusieurs exemplaires de Megaklothovirus horridgei ont été observés en 1967, mais interprétés comme des soies présentes à la surface de Spadella cephaloptera[3] ;
- Klothovirus casanovai a de même été observé sur Paraspadella gotoi en 2003, mais interprété comme une bactérie[4].

Les virions de Klothovirus casanovai sont longs de 2,5 à 3,1 μm ; ceux de Megaklothovirus horridgei peuvent dépasser 4 μm, soit environ deux fois la longueur de la bactérie Escherichia coli.

## Caractéristiques
Les particules virales des deux espèces identifiées sont fusiformes et ont une enveloppe externe ainsi qu'une structure ressemblant à un tégument, qui entoure une membrane entourant un compartiment contenant le génome et des protéines. Les virions de Klothovirus casanovai ne sont pas complètement recouverts par l'enveloppe, révélant une sorte de petit pinceau probablement de nature protéique ; cette structure n'est pas présente chez Megaklothovirus horridgei.
Les photographies en microscopie électroniques fournissent une vue des processus séquentiels d'assemblage et de sortie du virus, qui sont concomitants et se produisent au travers de la membrane plasmique de l'hôte. Dans le cytoplasme de la cellule infectée, le nucléoïde viral est entouré de deux membranes. Lors du bourgeonnement du virus, sa paroi tégumentaire s'assemble à partir d'une structure en anneau.